# D-Day (음반)
D-DAY는 대한민국 래퍼 Agust D (방탄소년단 슈가)의 앨범으로 2023년 4월 21일에 발매되었으며, 그의 기존 믹스테이프인 ‘Agust D’ (2016)와 ‘D-2’ (2020)를 잇는 트릴로지의 마지막 앨범이다. 이 앨범은 총 10곡으로 이루어져 있으며, J-Hope, 아이유, 류이치 사카모토, 그리고 더 로즈 우성과 같은 아티스트들이 피처링에 참여했다.'사람Pt.2(feat. IU)'는 4월 7일에 선공개되었고 앨범과 '해금'은 4월 21일에 첫 공개되었다. 두 노래 모두 뮤직 비디오가 함께 공개되었고, 4월 24일에는 'Amygdala' 트랙의 뮤직 비디오가 공개되었다.

## 음악과 가사

### 테마와 구성
D-Day를 관통하는 테마는 해방과 자유다. 앨범은 사회 비평과 개인적인 성찰로 가득차있으며, 우리를 통제하는 과거와 미래로부터의 해방을 주제로 한다. 그는 해방과 자유 두 단어가 “축복인지 저주인지”에 대해 고민하며, “리스너에게 과거에 대한 후회나 미래에 대한 두려움에 휘둘리지 말고, 현재 내면에 집중하기를 권장"한다. 이 앨범의 장르는 boom bap부터 “coats of Auto-Tune”, 얼터너티브 락, 그리고 류이치 사카모토 연주곡까지 다양하고 광범위하다.

### 노래
"디스토션 기타 연주"로 시작되는 첫 트랙 ‘D-Day’는 "몇 초 동안 빌드업된 후 강렬한 트랩 플로우로 전환된다." D-Day는 "Future's gonna be OK / OK, OK, look at the mirror and I see no pain"라는 영어 가사로 시작한다. 뒤이어 "D-Day is coming, it's a fucking good day"와 같은 가사를 거의 기쁨에 가깝게 표현한다. 그리고 “미움이 가득한 세상에 증오는 더더욱 불필요하네 / 연꽃은 진흙탕 속에서도 찬란하게 꽃피우기에”, “과거를 후회 말고 미래를 두려워하지 마 인마 / 피할 수 없음 맞고 충분히 아프고 말길”과 같은 메세지를 통해 과거에 묶이고 싶지 않다는 생각을 표현한다.
다음 트랙인 ‘해금’은 대한민국 전통 악기인 해금을 활용한 헤비 힙합으로, D-2 앨범의 ‘대취타’에서도 사용된 악기인 해금이 포함되어 있다. ‘해금’이라는 제목은 한국 전통 악기와 해방이라는 이중적인 의미를 담고있다. 그는 이 노래를 통해 리스너가 스스로의 해방에 대해 질문하도록 유도하며 (“과연 우릴 금지시킨 건 무엇일까/어쩌면은 우리 자신 아닐까/자본의 노예 돈들의 노예/증오심과 편견 혐오의 노예”), 그것이 타인의 자유를 침범하지는 않는지 질문을 던지고(“표현들의 자유/ 어쩌면 누군가의 죽음 사유 그것 또한 자유일런지”), 마지막으로 온라인과 현실을 통틀어 “개소리”를 그만 두기를 주장한다.
세 번째 트랙 ‘Huh?!’는 BTS 멤버 J-Hope이 피처링에 참여했으며, ‘해금’의 주제 일부를 이어받는다. 이 곡은 Agust D의 분노에 찬 랩으로 시작한다("What the shit do you know about me? Fuck that shit you think you know 'bout me"). 힙합 음악의 하위 장르 중 하나인 드릴(Drill) 장르에 영향을 받은 곡으로, 두 래퍼는 특히 미디어에서 확산되고 재생산되는 부정적인 견해와 잘못된 정보(“수많은 기사와 가십 정보화 시대 속 악인”)를 비판하며 벌스를 주고 받는다. 특히 Agust D의 긴박하고 빠른 랩과 J-Hope의 위협적인 속삭임에 가까운 랩은 대조를 이루며 곡을 더 매력적으로 만든다.
네 번째 트랙 ‘Amygdala’는 Agust D의 보컬이 두드러지는 곡으로, 기타와 화음으로 가득 차있다. 가사는 어머니의 심장 수술부터, 10대 시절 교통사고로 인한 어깨 부상, 아버지의 간암 소식 등 그의 인생에서 트라우마를 남긴 순간들을 회상한다. 그는 “원치 않던 일들/내 통제 밖의 일들/자 집어넣자 하나둘”이라는 메시지와 함께 거친 목소리로 본인의 트라우마를 저장해둔 뇌 구조의 일부인 편도체, amygdala를 향해 “어서 나를 구해줘 어서 나를 구해줘 My amygdala/ 어서 나를 꺼내줘 어서 나를 꺼내줘”라고 애원한다. 음악은 Auto-Tune을 쌓아 “록 리프와 클리핑 비트”를 강조하며 “감정의 틈새를 극대화”한다. 그는 기억들을 여행하며 지난 날 고통의 사유에 대해 의문을 품는다. 뒤이어 그는 “끊임없던 시련은 날 죽이지 못했고 다시금 나는 연꽃을 피워내”라고 결론짓는다. 그의 트라우마는 결과적으로 “견고한 부활”로 이어졌다는 것을 시사하며 앨범의 “역경을 이겨내는” 주제와 연결성 갖는다. ‘Amygdala’는 앨범의 “전환점”으로, 이 이후 이어지는 트랙들은 보다 부드럽고 밝은 성격을 띈다.
앨범의 다섯 번째 트랙인 ‘SDL’은 기타와 오르간 연주가 특징인 곡이다. 곡에서 Agust D는 “지나간 사랑에 대한 그리움이 사랑 자체와 혼동이 될 수 있는지”에 대한 의문을 제기한다. Rolling Stone의 Maura Johnston은 이 노래를 "부드러운 그루브"와 "사색의 엣지"를 가진 곡으로 평가한바 있다.

## 비평
D-Day 앨범은 발매와 동시에 큰 찬사를 받았다. 전문 크리틱의 평가를 100점 만점으로 환산하여 점수를 부여하는 Metacritic에서 4개의 리뷰를 기반으로 평균  89점의 평균 점수를 받아 "세계적인 찬사"를 받았다.
NME의 Rhian Daly는 앨범을 5점 만점으로 평가했다. Daly는 앨범을 “풍성하고 다양하며 ”아무나 흉내낼 수 없는 Suga-또는 Agust D만의 앨범”이라고 묘사했다. 이어 D-Day는 Agust D가 그 동안 보여온 분노와 가시 돋힌 감정에서 벗어나 “스스로를 해방시켰으며, 사회의 현명한 평론가이자 수호자의 역할로 완전히 변화함으로써 트릴로지의 절정을 마무리 지었다”고 평했다. 그녀는 특히 아티스트가 고통스러운 과거에 대해 다룬 방식을 이야기하며 ‘Amygdala’를 앨범에서 가장 눈에 띄는 트랙으로 꼽았다.
Daly와 마찬가지로 Consequence의 Mary Siroky는 ‘Snooze’와 ‘Haegeum’과 함께 ‘Amygdala’를 앨범의 하이라이트로 꼽았으며, “슈가의 최고의 작품 중 하나이며, 보컬 관점에서도 최고의 작업”이라고 평가했다. Siroky는 슈가가 지난 수년간 예술가 및 음악가로서 “좋은 것을 훌륭한 것으로 변화시키는” 기술을 단련해 왔으며, 한국어를 하지 못하는 리스너들에게조차 “음악적으로 그가 전하고자 하는 이야기가 일관적이고 통일성있게 전해진다”고 말했다. 그녀는 이번 앨범이 Agust D의 작별인 것처럼 보이지만, “앞으로 여러 해 동안 사람들이 찾아 볼 앨범”이 될 것이라고 마무리했다.
| 총점          | 총점   |
| ------------- | ------ |
| Source        | Rating |
| Metacritic    | 89/100 |
| 리뷰 점수     |        |
| Source        | Rating |
| AllMusic      | [ 10 ] |
| Consequene    | 91/100 |
| NME           | [ 5 ]  |
| Rolling Stone | 80/100 |

## 상업적 성과
한터 차트에 따르면 D-DAY 앨범은 발매 첫 날에 전 세계에서 1,072,311장을 판매하며 기존 BTS 지민이 달성한 기록을 뛰어넘었다 (지민의 ‘FACE’ 앨범 첫 날 판매량은 1,021,532장). Agust D는 지민에 이어, 한터 차트 역사상 두 번째로 발매 첫 날 백만 장 이상의 판매량을 달성한 대한민국 솔로 아티스트로 기록됐다.
일본에서는 데일리 오리콘 앨범 차트에서 111,621장의 판매량을 기록하며 발매 당일 해당 차트 1위에 올랐다. 앨범 내 10곡 중 8개의 곡이 일본의 디지털 싱글 차트 Top 20위에 오르는 성과를 기록했다. 타이틀 곡인 ‘해금’이 3위에 올랐고, 이어 ‘Snooze’가 13위, ‘HUH?!’ 14위, ‘D-Day’ 15위, "Life Goes On"은 17위, ‘Amygdala’ 18위, ‘SDL’ 19위, 마지막으로 ‘극야’가  20위에 올랐다.
미국에서는 D-DAY 앨범 판매량 14만을 기록하며 빌보드 200 차트 2위를 기록하며, 슈가의 첫 미국 차트 top 10 앨범이 되었다. 또한 판매량 중 12만 2천은 순수 앨범 판매(90%는 CD 세일즈)로 이뤄졌다.

## 표창
슈가는 ‘사람 pt.2’로 2023년 11월 MAMA 시상식에서 베스트 랩 힙합 퍼포먼스 상을 수상했다. 또한 멜론 뮤직 어워즈(MMA) 밀리언 톱 10 어워드에 후보로 올랐으며, 골든 디스크 어워즈에서는 앨범 부문에서 후보로 지명된 바 있다.

### 2023년 연말 결산 차트
| 매체             | 부문                                             | 순위 | Ref.   |
| ---------------- | ------------------------------------------------ | ---- | ------ |
| Hear and There   | 30 Debut Albums You Should Listen to in 2023     | 1    | [ 19 ] |
| Paste            | The 20 Best K-pop Albums of 2023                 | 7    | [ 20 ] |
| Genius           | Best K-Pop Albums of 2023                        | 7    | [ 21 ] |
| Billboard        | The 20 Best K-pop Albums of 2023                 | 8    | [ 22 ] |
| Tracklist        | The 15 Best International Albums and EPs of 2023 | 10   | [ 23 ] |
| NPR              | Listeners' Favorite Albums of 2023               | 14   | [ 24 ] |
| Consequence      | The 50 Best Albums of 2023                       | 27   | [ 25 ] |
| NME              | The Best Albums of 2023                          | 38   | [ 26 ] |
| Rolling Stone    | The 100 Best Albums of 2023                      | 69   | [ 27 ] |
| AllMusic         | Favorite Rap & Hip-Hop Albums of 2023            | N/A  | [ 28 ] |
| PopCrush         | Best Pop Albums of 2023                          | N/A  | [ 29 ] |
| L'Éclaireur Fnac | K-pop Albums of the Year                         | N/A  | [ 30 ] |

| 매체                | 트랙        | 부문                                    | 순위 | Ref.   |
| ------------------- | ----------- | --------------------------------------- | ---- | ------ |
| Paste               | Snooze      | The 20 Best K-pop Songs of 2023         | 1    | [ 31 ] |
| Genius              | Snooze      | Best K-Pop B-Sides of 2023              | 1    | [ 32 ] |
| Elle India          | Haegeum     | Top 10 K-Pop Songs Of 2023              | 7    | [ 33 ] |
| Dazed               | Polar Night | The 50 Best K-pop Tracks of 2023        | 9    | [ 34 ] |
| Time Out            | Snooze      | The 23 Best Songs of 2023               | 16   | [ 35 ] |
| Genius              | Snooze      | Genius Japan 2023 YEAR-END CHART TOP 50 | 19   | [ 36 ] |
| Consequence         | Amygdala    | The 200 Best Songs of 2023              | 92   | [ 37 ] |
| Los Angeles Times   | Haegeum     | The 100 Best Songs of 2023              | N/A  | [ 38 ] |
| Rolling Stone India | Haegeum     | 10 Best K-Pop Songs of 2023             | N/A  | [ 39 ] |
| Bandwagon Asia      | Snooze      | Top Collaborations of 2023              | N/A  | [ 40 ] |

## 차트
| Chart (2023)                             | 최고 순위 |
| ---------------------------------------- | --------- |
| Belgian Albums (Ultratop Wallonia)       | 1         |
| Austrian Albums (Ö3 Austria)             | 2         |
| Australian Albums (ARIA)                 | 4         |
| Belgian Albums (Ultratop Flanders)       | 8         |
| Canadian Albums (Billboard)              | 9         |
| Croatia International Albums (HDU)       | 8         |
| Danish Albums (Hitlisten)                | 25        |
| Dutch Albums (Album Top 100)             | 16        |
| Finnish Albums (Suomen virallinen lista) | 13        |
| French Albums (SNEP)                     | 1         |
| German Albums (Offizielle Top 100)       | 3         |
| Greek Albums (IFPI)                      | 7         |
| Hungarian Albums (MAHASZ)                | 2         |
| Irish Albums (IRMA)                      | 72        |
| Italian Albums (FIMI)                    | 7         |
| Japanese Albums (Oricon)                 | 2         |
| Japanese Combined Albums (Oricon)        | 2         |
| Japanese Hot Albums (Billboard Japan)    | 2         |
| Lithuanian Albums (AGATA)                | 3         |
| New Zealand Albums (RMNZ)                | 7         |
| Polish Albums (ZPAV)                     | 1         |
| Portuguese Albums (AFP)                  | 1         |
| South Korean Albums (Circle)             | 1         |
| Spanish Albums (PROMUSICAE)              | 6         |
| Swedish Albums (Sverigetopplistan)       | 55        |
| Swiss Albums (Schweizer Hitparade)       | 2         |
| UK Albums (OCC)                          | 41        |
| UK R&B Albums (OCC)                      | 2         |
| US Billboard 200                         | 2         |
| US Top Rap Albums (Billboard)            | 1         |
| US World Albums (Billboard)              | 1         |

| Chart (2023)                 | 최고 순위 |
| ---------------------------- | --------- |
| Japanese Albums (Oricon)     | 3         |
| South Korean Albums (Circle) | 3         |

| Chart (2023)                          | 최고 순위 |
| ------------------------------------- | --------- |
| US World Albums (Billboard)           | 9         |
| Japanese Albums (Oricon)              | 40        |
| Japanese Hot Albums (Billboard Japan) | 39        |

## 인증
| 국가                       | 인증      | 판매량/출하량 |
| -------------------------- | --------- | ------------- |
| 일본 (RIAJ)                | 골드      | 100,000^      |
| 대한민국 (KMCA)            | 1× 밀리언 | 1,000,000^    |
| ^출하량을 기반으로 한 인증 |           |               |

## 같이 보기
- 대한민국의 역대 음반 판매량 순위 목록